# Kostel svatého Petra a Pavla (Borovsko)
Kostel svatého Petra a Pavla je římskokatolický kostel v obci Borovsko (části obce Bernartice) v okrese Benešov.

## Historie
Farní kostel v Borovsku je poprvé doložen roku 1350. Roku 1483 byla postavena samostatně stojící zvonice. Během třicetileté války byl kostel zničen švédskými vojsky a roku 1719 se připomíná pouze kaple. Do současné, raně barokní podoby, byl přestavěn v 17. století, a posléze byl upraven v 2. polovině 19. století. Během první světové války byly všechny tři zvony zrekvírovány.
Roku 1958 byl prohlášen kulturní památkou. Kostel měl být, stejně jako zbytek vesnice Borovsko, zatopen při stavbě vodního díla Švihov v 60. a 70. letech 20. století. Díky přičinění faráře Jaroslava Šimka byl kostel nakonec ušetřen.

## Popis
Barokní jednolodní kostel bez věže má úzký pravoúhlý presbytář se sakristií na jižní straně. Kostel má sedlovou střechu, sakristie pak valbovou. Na jihozápadě od kostela se nalézá pseudorománská patrová zvonice z roku 1483 se stanovou střechou.
Kolem kostela se nachází hřbitov. V kostele se nekonají bohoslužby.